# Sơn Phong
Sơn Phong is een phường van Hội An, naast Tam Kỳ de tweede stad van de provincie Quảng Nam.
Sơn Phong ligt aan de oever van de Hội An.